# Cryptoscenea tanzaniae
Cryptoscenea tanzaniae är en insektsart som beskrevs av Meinander 1998. Cryptoscenea tanzaniae ingår i släktet Cryptoscenea och familjen vaxsländor. Inga underarter finns listade i Catalogue of Life.